# Distretto di Garwolin
Il distretto di Garwolin (in polacco powiat garwoliński) è un distretto polacco appartenente al voivodato della Masovia.

## Geografia antropica

### Suddivisioni amministrative
Il distretto comprende 14 comuni.
- Comuni urbani: Garwolin, Łaskarzew
- Comuni urbano-rurali: Pilawa, Żelechów
- Comuni rurali: Borowie, Garwolin, Górzno, Łaskarzew, Maciejowice, Miastków Kościelny, Parysów, Sobolew, Trojanów, Wilga